# Masakazu Yamazaki
Pour les articles homonymes, voir Yamazaki.
Masakazu Yamazaki (en japonais : 山崎 正和, Yamazaki Masakazu), né le 26 mars 1934 à Kyoto et mort le 19 août 2020 dans la préfecture de Hyōgo, est un auteur dramatique, critique littéraire et philosophe japonais.

## Biographie
Né dans la préfecture de Kyoto, Masakazu Yamazaki grandit en Mandchourie pendant la Seconde Guerre mondiale. Il étudie la philosophie en mettant l'accent sur l'esthétique et l'histoire de l'art à l'université de Kyoto. Après avoir passé son doctorat, il poursuit ses études de 1965 à 1967 à l'université Yale où il enseigne également. Après son retour au Japon, il enseigne à l'université du Kansai et jusqu'à sa retraite à l'université d'Ōsaka. En 1972, il fonde avec Minoru Betsuyaku et Toshifumi Sueki la troupe théâtrale Te no Kai pour laquelle il écrit, entre autres, les pièces Fune wa Hosen yo (舟は帆船よ) et Mokuzō Haritsuke (木像磔刑).
Par ailleurs, Masakazu Yamazaki écrit des critiques littéraires ainsi que des textes sur des questions esthétiques et des thèmes historiques ainsi que des œuvres littéraires et historiques, entre autres sur Mori Ōgai (鴎外 戦う家長, Ōgai tatakau kachō; 1972). En traduction anglaise est paru, entre autres, son ouvrage sur le théâtre nô « On the Art of the Nō Drama: The Major Treatises of Zeami » (« De l'art du drame nô : Les grands traités de Zeami » et en traduction allemande Die Entstehung eines sanften Individualismus. Zur Ästhetik der Konsumgesellschaft. (« L'émergence d'un individualisme doux. De l'esthétique de la société de consommation »).
Pour sa première pièce importante Zeami (世阿弥) consacrée au fondateur de théâtre médiéval nō, Zeami, il reçoit en 1963 le prix Kunio Kishida. En 1975, il est lauréat du prix Mainichi de la culture dans la catégorie « Culture et Société » pour Yamiagari no Amerika (病みあがりのアメリカ). En 1984, il est couronné du prix Yomiuri de littérature pour Oedipus shōten (オイディプス昇天, Oidipusu shōten) et du prix Sakuzō Yoshino pour Yawarakai kojinshugi no tanjō (柔らかい個人主義の誕生). En 2006, il est nommé Personne de mérite culturel (Bunka Kōrōsha) et en 2011, il reçoit le prix de l'Académie japonaise des arts « pour ses nombreuses années de service pour le théâtre et comme critique ».

## Source de la traduction
- (de) Cet article est partiellement ou en totalité issu de l’article de Wikipédia en allemand intitulé « Masakazu Yamazaki » (voir la liste des auteurs).